# 후설 비원순 중고모음
후설 비원순 중고모음(後舌 非圓脣 中高母音) 또는 후설 평순 중폐모음(後舌 平脣 中閉母音)은 모음의 하나이다. 국제 음성 기호로 윗부분이 둥글고 하행문자가 없는 그리스 소문자 감마(ɤ)로 표기한다. 각진 윗부분에 하행문자가 있는 감마(ɣ)와 유사하게 생겼으나 후자는 유성 연구개 마찰음을 의미한다. 
- 이 홀소리는 닿소리가 되지 않을만큼 혀의 위치를 뒤로 해서 발음하는 후설모음이다.
- 이 홀소리는 입술을 둥글게 하지 않고 발음하는 비원순모음이다.
- 이 홀소리는 혀의 위치를 고모음과 중모음의 중간 위치로 해서 발음하는 중고모음이다.

### 예
| 언어                 | 철자        | 발음     | 뜻     |
| 에스토니아어         | kõrv        | [kɤrv]   | 귀     |
| 스코틀랜드 게일어    | doirbh      | [d̪̊ɤrʲɤv] | 어려운 |
| 한국어의 경상도 방언 | 거기의 'ㅓ' | [ˈkɤ̘ɡɪ]  |        |